# 巨地鸠
巨地鸠（学名：Leucosarcia melanoleuca），是鸽形目鸠鸽科的一种鸟类，属于巨地鸠属（学名：Leucosarcia）。该属现在是单型的，但若考虑灭绝物种，则另有一个Leucosarcia proevisa De Vis, 1905。

## 特征
巨地鸠体重约428.57克，翼长约19.70厘米，喙宽度约4.6毫米，喙厚度约4.6毫米，嘴峰长约28.8毫米，跗蹠长约41.2毫米，尾长约13.30厘米。
巨地鸠是留鸟，栖息在森林的树冠层，它们是植食性动物。它们分布在澳大利亚昆士兰州中部至维多利亚州东南部的沿海森林。